# Bette Nesmith Graham
Pour les articles homonymes, voir Graham.
Bette Nesmith Graham, née le 23 mars 1924 et morte le 12 mai 1980, est une secrétaire américaine connue pour avoir inventé le correcteur liquide de même que la marque Liquid Paper, qu'elle a vendu en 1979
Elle est également la mère du musicien Michael Nesmith.